# Bürger-Stiftung Stormarn
Die Bürger-Stiftung Stormarn ist eine Bürgerstiftung in Schleswig-Holstein.

## Geschichte
Die Stiftung wurde im Jahr 2007 durch die Sparkasse Holstein gegründet. Sie erhielt ihre Rechtsfähigkeit durch die Anerkennung des Innenministeriums des Landes Schleswig-Holstein am 26. Juni 2007. Die Sparkasse Holstein hat die Stiftung bei Gründung mit einem Anfangsvermögen von 100.000,00 € ausgestattet, in den Folgejahren wurde weiteres Stiftungsvermögen in Höhe von 1.000.000 Euro zugestiftet. Bis heute ist sie der größte Förderer der Stiftung.

## Organisation
In der Stiftung engagieren sich Menschen, die in Stormarn und Umgebung leben und etwas in ihrer Region bewegen möchten. 367 Menschen (Ende 2024) engagieren sich unter dem Dach der Stiftung ehrenamtlich. Die Stiftung verfügt über verschiedene Stiftungsgremien (Stiftungsvorstand und Stiftungsbeirat) und ein vierköpfiges operatives Team (Geschäftsführung und Stiftungsreferenten). Die Stiftung versteht sich selbst als Dach, unter dem sich Stormarner in Projekten, Stiftungsfonds und regionalen Bürgerstiftungen individuell engagieren können. Der Vorstand ist der gesetzliche Vertreter der Bürger-Stiftung Stormarn. Er führt die Geschäfte der Stiftung und ist neben weiteren operativen Aufgaben für die ordnungsgemäße Verwaltung des Stiftungskapitals verantwortlich.
Die Stiftung hat, wie die meisten Bürgerstiftungen, einen weit gefassten Stiftungszweck.
Sie trägt das Gütesiegel für Bürgerstiftungen des Bundesverbandes Deutscher Stiftungen durchgehend seit 2008 und erfüllt die „10 Merkmale einer Bürgerstiftung“.

## Stiftungskapital
Durch mehrere Zustiftungen wuchs das Grundstockvermögen der Stiftung bis 2024 auf 11,8 Millionen Euro. Die Stiftung ist somit die finanzkräftigste Bürgerstiftung in Schleswig-Holstein. 1,8 Millionen Euro konnten (2024) bisher seit Gründung ausschüttet werden.
Die Stiftung betreute zum Jahresende 2024 mehr als 40 Stiftungsfonds und sechs regionale Bürgerstiftungen mit einem Stiftungskapital von 10,5 Millionen Euro.

## Mittelverwendung
2024 wurden insgesamt 247.380 Euro für die eigentliche Zweckverwirklichung eingesetzt. 2023 wurden 210.035 Euro für die Mittelverwendung eingesetzt.

## Gremien
Die Geschäfte führt als gesetzlicher Vertreter der Stiftung der ehrenamtliche Stiftungsvorstand. In der operativen Arbeit wird der Vorstand durch eine Geschäftsführung unterstützt.
Daneben gibt es einen Stiftungsrat. Er hat primär die Funktion eines Aufsichtsorgans und in ihm sind insbesondere Personen tätig, die aufgrund von gesellschaftspolitischem, sozialem, finanziellem oder fachbezogenem Engagement in besonderer Weise für diese Aufgabe qualifiziert sind. Aktuell handelt es sich um 10 Persönlichkeiten.